# Palacio del Real Tribunal del Consulado de Santiago
El palacio del Real Tribunal del Consulado de Santiago fue una edificación ubicada en la esquina de las calles Compañía y Bandera, frente a la plazuela de la Compañía, que enfrentaba la iglesia del mismo nombre, en Santiago, la capital de Chile.

## Historia

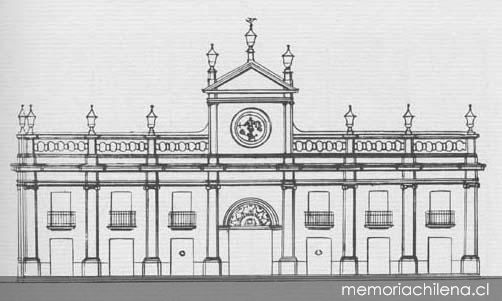
Diseño de la fachada original del palacio, concluida en 1808 y que se mantuvo hasta 1886.

Su construcción, realizada inicialmente con planos de Agustín Caballero, fue concluida por Juan José de Goycolea y Zañartu luego que se considerara que el diseño del primero resultara demasiado suntuoso. Fue inaugurado el 19 de enero de 1807 para albergar el Real Tribunal del Consulado de Santiago y sirvió como sede para la reunión del cabildo abierto el 18 de septiembre de 1810, cuando se instaló la primera Junta Gubernativa del Reino. En el edificio también tuvo lugar la abdicación de Bernardo O'Higgins el 28 de enero de 1823. Además, fue el lugar donde sesionaron varios Congresos Nacionales e instancias legislativas:
- Los Senados de 1812 y 1814
- El Senado Conservador de 1818 que funcionó hasta 1822
- La Convención Preparatoria que se desarrolló entre el 23 de julio y el 30 de octubre de 1822, convocada por Bernardo O'Higgins con el objeto de redactar una nueva Constitución.
- Los Senados Conservador y Legislador de 1823 y 1824.
- Los Congresos Generales Constituyentes de 1826 y 1828.
- La Gran Convención de 1831-1833.
- El Senado de Chile desde 1829 hasta 1877,[2] si bien tuvo que compartir el edificio con diferentes instituciones a lo largo del tiempo, como por ejemplo la Cámara de Diputados, los Congresos Constituyentes, la Junta Central de la Vacuna, la Caja de Crédito Hipotecario o el Cabildo de Santiago.[1]

En 1886 la fachada del edificio fue transformada para convertirse en sede de la Biblioteca Nacional hasta 1925, año en que fue demolido para el término de las obras del Palacio de los Tribunales de Justicia.